# Fabien Canal
Fabien Canal (Belfort, 4 de abril de 1989) es un deportista francés que compitió en ciclismo de montaña en la disciplina de campo a través. Ganó una medalla de oro en el Campeonato Mundial de Ciclismo de Montaña de 2011 y dos medallas en el Campeonato Europeo de Ciclismo de Montaña, oro en 2011 y plata en 2007.

## Palmarés internacional
| Campeonato Mundial | Campeonato Mundial   | Campeonato Mundial | Campeonato Mundial         |
| Año                | Lugar                | Medalla            | Competición                |
| ------------------ | -------------------- | ------------------ | -------------------------- |
| 2011               | Champéry (Suiza)     | Medalla de oro     | Campo a través por relevos |
| Campeonato Europeo |                      |                    |                            |
| Año                | Lugar                | Medalla            | Competición                |
| 2007               | Capadocia (Turquía)  | Medalla de plata   | Campo a través por relevos |
| 2011               | Dohňany (Eslovaquia) | Medalla de oro     | Campo a través por relevos |

## Palmarés
2017
- Paris-Mantes-en-Yvelines